# Bekalta
Bekalta (àrab: البقالطة, al-Biqālta) és una ciutat de la costa de Tunísia, al Ras Dimasse, situada uns 25 km al sud de la ciutat de Monastir, a la governació homònima. És capital d'una delegació o mutamadiyya amb 15.610 habitants segons el cens del 2004. La municipalitat té 13.695 habitants.

## Economia
El turisme, encara poc desenvolupat, hi té grans possibilitats per les seves platges d'arena fina i les aigües transparents.
La principal ocupació de la gent són l'agricultura, el tèxtil, el comerç i altres serveis.

## Història
Correspon a l'antiga ciutat cartaginesa i romana de Tapsos, on es va lliurar la famosa batalla entre Juli Cèsar i els pompeians, el 46 aC.

## Administració
És el centre de la delegació o mutamadiyya homònima, amb codi geogràfic 32 59 (ISO 3166-2:TN-12), dividida en quatre sectors o imades:
- Bekalta Nord (32 59 51)
- Bekalta Sud (32 59 52)
- El Baghdadi (32 59 53)
- Bekalta Est (32 58 54)

Al mateix temps, forma una municipalitat o baladiyya (codi geogràfic 32 32).